# Акмена
Акмена (лат. Acmena) — род, включающий в себя 15 (по другим данным — 2) видов кустарников и небольших деревьев семейства цветковых растений Миртовые.

## Виды
Род насчитывает около 7 видов:
- Acmena divaricata Merr. & L.M.Perry
- Acmena graveolens (F.M.Bailey) L.S.Sm.
- Acmena hemilampra (F.Muell. ex F.M.Bailey) Merr. & L.M.Perry
- Acmena ingens (F.Muell. ex C.Moore) Guymer & B.Hyland — Австралия
- Acmena macrocarpa C.T.White
- Acmena resa B.Hyland
- Acmena smithii (Poir.) Merr. & L.M.Perry — Австралия